# Disco di uranio

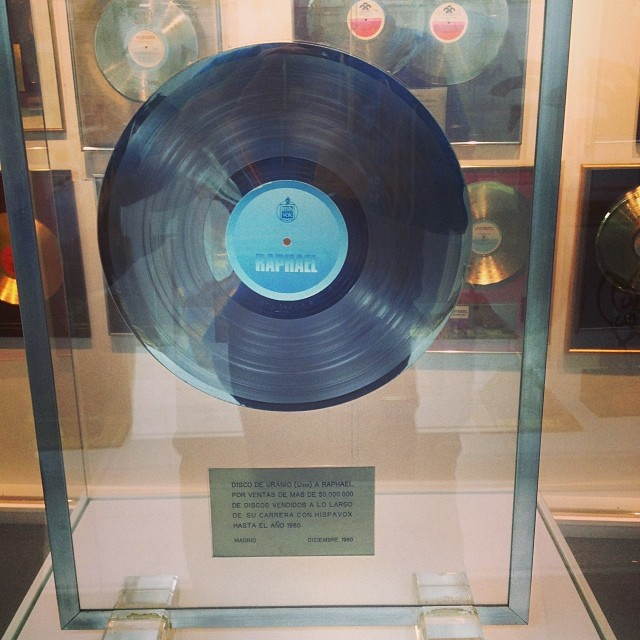
Il disco di uranio, esposto al Museo Raphael di Linares

Il disco di uranio è un riconoscimento creato dall'etichetta discografica Hispavox e assegnato per la prima volta nel dicembre del 1980 al cantante spagnolo Raphael. La certificazione premiava i 50 milioni di dischi venduti dall'artista nel corso della sua carriera e rimane ancora oggi esposta al Museo Raphael di Linares, luogo di nascita del cantante.

## Storia
L'assegnazione di un simile riconoscimento generò parecchia confusione: in seguito alla pubblicazione della raccolta di Raphael Ayer, hoy y siempre, cominciò a farsi strada la notizia che una nuova certificazione era stata introdotta appositamente per celebrare il successo commerciale di quell'album. La voce fu poi smentita dalla targhetta didascalica del Museo Raphael:
La raccolta Ayer, hoy y siempre venne pubblicata nel 1982, pertanto la targhetta dimostrò che si trattava di un omaggio all'intera carriera del cantante.